# ゲーリー・プレーヤー
ゲーリー・プレーヤー（Gary Player, 1935年11月1日 - ）は、南アフリカ・ヨハネスブルグ出身のプロゴルファー。メジャー大会通算9勝を挙げ、男子ゴルフ史上3人目の「キャリア・グランドスラム」達成者となった。トーナメント第4ラウンドは黒衣を纏ってプレイすることから「南アの黒豹」と呼ばれる。アフリカから登場した最初の本格的なプロゴルファーとして活躍してきた、ゴルフ界を代表する偉人の1人である。

## 経歴
ゲーリー・プレーヤーは父親が金鉱掘りの仕事に従事していたことから、経済的には恵まれた家庭に育ったが、8歳の時に母親を亡くしている。14歳からゴルフを始め、1953年に18歳でプロ入り。それまで、ゴルフ界は大半がアメリカやイギリスの選手たちで占められていたため、プレーヤーはアフリカ出身のゴルファーの開拓者となり、故国の南アフリカやオーストラリアなど世界各国のツアーを回り始めた。
彼のゴルフツアー優勝記録は、1956年から始まる。1957年からアメリカPGAツアーにも参戦を開始する。1959年の全英オープンでメジャー大会初優勝を達成。マスターズ・トーナメントは1961年、全米プロゴルフ選手権は1962年に初優勝を果たし、ついに1965年の全米オープンでメジャー大会4冠獲得を成し遂げる。こうしてプレーヤーは、ジーン・サラゼン、ベン・ホーガンに続くゴルフ史上3人目の「キャリア・グランドスラム」達成者となった。すぐ翌年の1966年に、ジャック・ニクラスが続いてキャリア・グランドスラムを達成した。
1974年に世界ゴルフ殿堂が設立され、プレーヤーは直ちに殿堂入りを果たす。この年のプレーヤーはスランプから復活し、第38回マスターズ優勝、第103回全英オープン優勝（ロイヤルリザム＆セントアンズ）、ブラジルオープンで世界初のラウンドスコア59を記録するなど、9勝を挙げる活躍。
彼のメジャー大会優勝記録は、1978年のマスターズまで続き、総計「9勝」となった。通算9勝は、ベン・ホーガンと並ぶ歴代4位タイ記録である。PGAのレギュラー・ツアーでは総計「24勝」を挙げたが、1978年にマスターズを含む年間3勝を記録したのが最後になった。国際試合の勝利を含めると、プレーヤーの優勝回数は100勝を上回る。PGAの「チャンピオンズツアー」（50歳以上の選手を対象にしたツアー）でも通算19勝を挙げた。
最近はプレジデンツカップで国際選抜チームの監督（2003年、2005年）を務めるなど、今なおプロゴルフ界の重鎮として多大な尊敬を集めている。プレーヤーの故国南アフリカからも、アーニー・エルスやレティーフ・グーセンなどの後輩選手たちが世界トップクラスの名選手として活躍している。
白いパンを食べず、ライ麦パンなどを好む。

## プロ優勝

### PGAツアー(24)
| No. | 年月日      | トーナメント                               | スコア                | 打差      | 2位(タイ)                                                  |
| --- | ----------- | ------------------------------------------ | --------------------- | --------- | ---------------------------------------------------------- |
| 1   | 20 Apr 1958 | Kentucky Derby Open                        | −14(68-68-69-69=274)  | 3 strokes | チック・ハーバート, Ernie Vossler                          |
| 2   | 3 Jul 1959  | 全英オープン                               | E (75-71-70-68=284)   | 2 strokes | Fred Bullock, Flory Van Donck                              |
| 3   | 29 Jan 1961 | Lucky International Open                   | −12 (70-69-68-65=272) | 2 strokes | George Bayer, Don Whitt                                    |
| 4   | 26 Mar 1961 | サンシャイン・オープン・インビテーショナル | −15 (69-68-67-69=273) | 1 stroke  | アーノルド・パーマー                                       |
| 5   | 10 Apr 1961 | マスターズ・トーナメント                   | −8 (69-68-69-74=280)  | 1 stroke  | チャールズ・コー, アーノルド・パーマー                     |
| 6   | 22 Jul 1962 | 全米プロゴルフ選手権                       | −2 (72-67-69-70=278)  | 1 stroke  | ボブ・ゴールビー                                           |
| 7   | 13 Jan 1963 | ファーマーズ・インシュランス・オープン     | −14 (65-65-70-70=270) | 1 stroke  | トニー・レマ                                               |
| 8   | 8 Mar 1964  | ペンサコーラ・オープン                     | −14 (71-68-66-69=274) | Playoff   | ミラー・バーバー, アーノルド・パーマー                     |
| 9   | 31 May 1964 | 500 Festival Open Invitation               | −11 (70-66-70-67=273) | 3 strokes | ダグ・サンダース, アート・ウォール・ジュニア               |
| 10  | 21 Jun 1965 | 全米オープン                               | +2 (70-70-71-71=282)  | Playoff   | ケル・ネーグル                                             |
| 11  | 13 Jul 1968 | 全英オープン                               | +1 (74-71-71-73=289)  | 2 stroke  | ボブ・チャールズ, ジャック・ニクラス                       |
| 12  | 20 Apr 1969 | Tournament of Champions                    | −4 (69-74-69-72=284)  | 2 strokes | リー・トレビノ                                             |
| 13  | 5 Apr 1970  | グレーター・グリーンズボロ・オープン       | −13 (70-63-73-65=271) | 2 strokes | ミラー・バーバー                                           |
| 14  | 21 Mar 1971 | グレーター・ジャクソンビル・オープン       | −7 (70-70-72-69=281)  | Playoff   | ハル・アンダーウッド                                       |
| 15  | 28 Mar 1971 | National Airlines Open Invitational        | −14 (69-67-70-68=274) | 2 strokes | リー・トレビノ                                             |
| 16  | 26 Mar 1972 | Greater New Orleans Open                   | −9 (73-69-68-69=279)  | 1 stroke  | Dave Eichelberger, ジャック・ニクラス                      |
| 17  | 6 Aug 1972  | 全米プロゴルフ選手権                       | +1 (71-71-67-72=281)  | 2 strokes | トミー・アーロン, ジム・ジェイミーソン                     |
| 18  | 9 Sep 1973  | サザン・オープン                           | −10 (69-65-67-69=270) | 1 stroke  | Forrest Fezler                                             |
| 19  | 14 Apr 1974 | マスターズ・トーナメント                   | −10 (71-71-66-70=278) | 2 strokes | デイブ・ストックトン, トム・ワイスコフ                     |
| 20  | 26 May 1974 | Danny Thomas Memphis Classic               | −15 (65-72-69-67=273) | 3 strokes | ロウ・グラハム, ヒューバート・グリーン                     |
| 21  | 13 Jul 1974 | 全英オープン                               | −2 (69-68-75-70=282)  | 4 strokes | ピーター・オーステルハイス                                 |
| 22  | 9 Apr 1978  | マスターズ・トーナメント                   | −11 (72-72-69-64=277) | 1 stroke  | ロッド・ファンセス, ヒューバート・グリーン, トム・ワトソン |
| 23  | 16 Apr 1978 | MONYトーナメント・オブ・チャンピオンズ     | −7 (70-68-76-67=281)  | 2 strokes | アンディ・ノース, リー・トレビノ                           |
| 24  | 23 Apr 1978 | ヒューストン・オープン                     | −18 (64-67-70-69=270) | 1 stroke  | アンディ・ビーン                                           |

太字はメジャー大会

### 欧州・国際優勝
南アフリカツアー (現サンシャインツアー)

計73勝
- East Rand Open: 1955, 1956
- General Motors Open: 1971, 1973, 1974, 1975, 1976
- ICL International: 1977
- Liquid Air Tournament: 1963
- Natal Open: 1958, 1959, 1960, 1962, 1966, 1968
- Nissan Skins Game: 1986, 1988, 1991
- Rand International Open: 1974
- Richelieu Grand Prix, Capetown: 1963
- Richelieu Grand Prix, Johannesburg: 1963
- South African Masters: 11勝 (1960, 1964, 1967, 1971, 1972, 1973, 1974, 1976, 1977, 1979(x2))
- 南アフリカオープン: 13勝 (1956, 1960, 1965, 1966, 1967, 1968, 1969, 1972, 1975, 1976, 1977, 1979, 1981)
- 南アフリカPGA選手権: 1959, 1969, 1979, 1982
- Sponsored 5000: 1963
- Sun City Classic: 1979
- Trophee Boigny: 1980
- Transvaal Open: 1959, 1960, 1962, 1963, 1966
- Western Province Open: 1957, 1959, 1960, 1968, 1971, 1972

豪PGA

計18勝:
- Ampol Tournament:  1956, 1958, 1961
- オーストラリアン・オープン:  最多7回の優勝 (1958, 1962, 1963, 1965, 1969, 1970, 1974)
- オーストラリアン・マスターズ: 1968, 1969
- 全豪プロ: 1957
- Coffs Harbor Tournament: 1957, 1958
- Dunlop International: 1970
- Gold Coast Classic: 1981
- ビクトリアン・オープン（英語版）: 1959

その他

その他計25勝を挙げている:
- Alfred Dunhill Challenge: 1995
- ブラジルオープン: 1972, 1974
- チリオープン: 1980
- Chrysler Cup: 1987
- Dunlop Tournament (England): 1956
- Egyptian Match Play: 1955
- Ibergolf Tournament (Spain): 1974
- JALオープン (日本): 1972
- Johnnie Walker Trophy (Spain): 1984
- La Manga Tournament (Spain): 1974
- NTL Challenge Cup (Canada): 1965
- Piccadilly World Match Play Championship: 5勝
- Skins Game: 1983
- Sprite Tournament: 1960
- Trophée Lancôme: 1975
- ワールドカップ: individual title in 1965 and 1977
- ワールドシリーズ・オブ・ゴルフ: 1965, 1968 and 1972 (PGAツアー非公認)
- 読売プロ (日本): 1961

### チャンピオンズツアー (19)
| No. | 年月日      | トーナメント                                     | スコア                | 打差      | 2位(タイ)                                                |
| --- | ----------- | ------------------------------------------------ | --------------------- | --------- | -------------------------------------------------------- |
| 1   | 23 Nov 1985 | Quadel Seniors Classic                           | −11 (73-64-68=205)    | 3 strokes | Jim Ferree, Ken Still                                    |
| 2   | 16 Feb 1986 | ゼネラルフーヅシニアPGA選手権                    | −12 (68-68-73-72=281) | 2 strokes | リー・エルダー                                           |
| 3   | 18 May 1986 | United Hospitals Senior Golf Championship        | −4 (66-70-70=206)     | 1 stroke  | ボブ・チャールズ, リー・エルダー                         |
| 4   | 1 Jun 1986  | Denver Post Champions of Golf                    | −8 (70-67-71=208)     | Playoff   | ロベルト・デ・ビセンゾ                                   |
| 5   | 14 Jun 1987 | マツダ・シニア・トーナメント・プレーヤーズ選手権 | −8 (69-73-69-69=280)  | 1 stroke  | ブルース・クランプトン, チチ・ロドリゲス                 |
| 6   | 12 Jul 1987 | 全米シニアオープン                               | −14 (69-68-67-66=270) | 6 strokes | ダグ・サンダース                                         |
| 7   | 13 Sep 1987 | PaineWebber World Seniors Invitational           | −9 (68-67-72=207)     | Playoff   | ボブ・チャールズ                                         |
| 8   | 14 Feb 1988 | ゼネラルフーヅシニアPGA選手権                    | −4 (69-73-72=70=284)  | 3 strokes | チチ・ロドリゲス                                         |
| 9   | 28 Feb 1988 | Aetna Challenge                                  | −9 (70-70-67=207)     | 1 stroke  | デイブ・ヒル                                             |
| 10  | 26 Jun 1988 | Southwestern Bell Classic                        | −13 (69-68-66=203)    | Playoff   | ハロルド・ヘニング                                       |
| 11  | 8 Aug 1988  | 全米シニアオープン                               | E (74-71-70-73=288)   | Playoff   | ボブ・チャールズ                                         |
| 12  | 11 Sep 1988 | GTE North Classic                                | −15 (70-65-66=201)    | 2 strokes | デイブ・ヒル                                             |
| 13  | 10 Sep 1989 | GTE North Classic                                | −9 (67-68=135)        | 1 stroke  | ビリー・キャスパー, アル・ガイバーガー, ジョー・ヒメネス |
| 14  | 8 Oct 1989  | RJR Championship                                 | −3 (65-71-71=207)     | 1 stroke  | Rives McBee                                              |
| 15  | 15 Apr 1990 | 全米プロシニアゴルフ選手権                       | −7 (74-69-65-73=281)  | 2 strokes | チチ・ロドリゲス                                         |
| 16  | 3 Feb 1991  | Royal Caribbean Classic                          | −13 (67-65-68=200)    | 2 strokes | ボブ・チャールズ, チチ・ロドリゲス, リー・トレビノ       |
| 17  | 19 Sep 1993 | Bank One Senior Classic                          | −14 (68-68-66=202)    | 3 strokes | デイル・ダグラス                                         |
| 18  | 24 Sep 1995 | Bank One Classic                                 | −5 (72-75-64=211)     | 2 strokes | ジャック・キーファー                                     |
| 19  | 23 Aug 1998 | Northville Long Island Classic                   | −12 (68-68-68=204)    | 1 stroke  | ウォルター・ホール, J.C.スニード                         |

太字はメジャー大会。

### 欧州・その他優勝 (15)
- 1986 Senior Skins Game (South Africa)
- 1987 Northville Invitational (United States), German PGA Team Championship
- 1988 全英シニアオープン (ヨーロピアンシニアツアー), Nissan Senior Skins (South Africa)
- 1990 全英シニアオープン (European Seniors Tour)
- 1991 Nissan Senior Skins (南アフリカ)
- 1993 Irish Senior Masters (European Seniors Tour)
- 1997 第一生命カップシニア (日本), 全英シニアオープン (ヨーロピアンシニアツアー), Shell Wentworth Senior Masters (ヨーロピアンシニアツアー),
- 2000 Senior Skins Game (U.S. – unofficial event)
- 2005 Nelson Mandela Invitational (Sunshine Tour – unofficial event)
- 2009 Liberty Mutual Legends of Golf – Demaret Division (with ボブ・チャールズ)
- 2010 Liberty Mutual Legends of Golf – Demaret Division (with ボブ・チャールズ)

全英シニアオープンは当時チャンピオンズツアーの大会に組めていない。

## 競馬
1964年から競走馬の生産に取り組んでいる。1974年、北ケープ州にある牧場を取得。2003年時点では110頭の繁殖牝馬と6頭の種牡馬を所有していた。2009年にはアメリカにおいてBreeders' Cup Sports and Racing Excellence Awardを受賞している。